# Campeonato Nacional (São Tomé e Príncipe)
Il Campeonato Nacional è la massima competizione calcistica dello stato di São Tomé e Príncipe, istituito nel 1977. Il campionato è deciso da una partita tra i campioni dei due tornei (Liga Insular de São Tomé e Liga Insular do Príncipe) che si svolgono sulle due isole di São Tomé e Príncipe.

## Albo d'oro
| Stagione  | Campione                   | Secondo                    |
| --------- | -------------------------- | -------------------------- |
| 1977      | Vitória                    |                            |
| 1978      | Vitória                    |                            |
| 1979      | Vitória                    |                            |
| 1980      | Desportivo de Guadalupe    |                            |
| 1981      | Desportivo de Guadalupe    |                            |
| 1982      | Praia Cruz                 |                            |
| 1983      | Torneo non disputato       | Torneo non disputato       |
| 1984      | Andorinha                  |                            |
| 1985      | Praia Cruz                 |                            |
| 1986      | Vitória                    |                            |
| 1987      | Torneo non disputato       | Torneo non disputato       |
| 1988      | 6 de Setembro              |                            |
| 1989      | Vitória                    |                            |
| 1990      | Os Operários               |                            |
| 1991      | Santana                    |                            |
| 1992      | Torneo non disputato       | Torneo non disputato       |
| 1993      | Os Operários               |                            |
| 1994      | Praia Cruz                 |                            |
| 1995      | Inter Bom-Bom              |                            |
| 1996      | Caixão Grande              |                            |
| 1997      | Torneo non disputato       | Torneo non disputato       |
| 1998      | Os Operários               | Vitória                    |
| 1999      | Praia Cruz                 | Porto Real                 |
| 2000      | Inter Bom-Bom              | Sundy                      |
| 2001      | Bairros Unidos             | Sundy                      |
| 2002      | Torneo non disputato       | Torneo non disputato       |
| 2003      | Inter Bom-Bom              | 1.º de Maio                |
| 2004      | Os Operários               | UDESCAI                    |
| 2005      | Torneo non disputato       | Torneo non disputato       |
| 2006      | Torneo non disputato       | Torneo non disputato       |
| 2007      | Praia Cruz                 | UDAPB                      |
| 2008      | Torneo non disputato       | Torneo non disputato       |
| 2009-2010 | Sundy                      | Vitória                    |
| 2011      | Sporting Clube do Príncipe | Vitória                    |
| 2012      | Sporting Clube do Príncipe | Praia Cruz                 |
| 2013      | Praia Cruz                 | Porto Real                 |
| 2014      | UDRA                       | Porto Real                 |
| 2015      | Praia Cruz                 | Sporting Clube do Príncipe |
| 2016      | Praia Cruz                 | Sporting Clube do Príncipe |
| 2017      | UDRA                       | Os Operários               |
| 2018      | UDRA                       | Porto Real                 |
| 2019      | Agrosport                  | Os Operários               |
| 2020      | Torneo non disputato       | Torneo non disputato       |
| 2021-2022 | Os Operários               | 6 de Setembro              |
| 2023      | 6 de Setembro              | Os Operários               |
| 2024      | Agrosport                  | Porto Real                 |

## Titoli per club
| Club                            | Isola    | Campione | Anni campione                                  |
| ------------------------------- | -------- | -------- | ---------------------------------------------- |
| Praia Cruz                      | São Tomé | 8        | 1982, 1985, 1994, 1999, 2007, 2013, 2015, 2016 |
| Vitória                         | São Tomé | 5        | 1977, 1978, 1979, 1986, 1989                   |
| Os Operários                    | Príncipe | 5        | 1990, 1993, 1998, 2004, 2022                   |
| UDRA                            | São Tomé | 3        | 2014, 2017, 2018                               |
| Inter Bom-Bom                   | São Tomé | 3        | 1995, 2000, 2003                               |
| 6 de Setembro                   | São Tomé | 2        | 1988, 2023                                     |
| Desportivo de Guadalupe         | São Tomé | 2        | 1980, 1981                                     |
| Bairros Unidos ( Caixão Grande) | São Tomé | 2        | 1996, 2001                                     |
| Sporting Clube do Príncipe      | Príncipe | 2        | 2011, 2012                                     |
| Agrosport                       | São Tomé | 2        | 2019, 2024                                     |
| Andorinha                       | São Tomé | 1        | 1984                                           |
| Santana                         | São Tomé | 1        | 1991                                           |
| Sundy                           | Príncipe | 1        | 2009-10                                        |

### Palmarès per isola
| Isola      | Campionati |
| ---------- | ---------- |
| Santo Tomé | 28         |
| Príncipe   | 8          |